# Boris Majorov
Boris Aleksandrovič Majorov (in russo Бори́с Алекса́ндрович Майо́ров?; 11 febbraio 1938) è un ex hockeista su ghiaccio sovietico, dal 1991 russo.
È fratello gemello di Evgenij Majorov, anch'egli hockeista su ghiaccio.

## Palmarès

### Olimpiadi invernali
- 2 medaglie[1]:
  - 2 ori (Innsbruck 1964; Grenoble 1968)